# Zespół folwarczny w Prądniku Korzkiewskim
Zespół folwarczny w Prądniku Korzkiewskim  – znajdujący się w Prądniku Korzkiewskim, w powiecie krakowskim. 
Obiekt pochodzący z początku XX wieku w skład którego wchodzi: dawny browar z początku XIX wieku, spichrz z przełomu XVIII i XIX wieku oraz stajnia z XIX wieku, został wpisany do rejestru zabytków nieruchomych województwa małopolskiego.